# Бій в затоці Велья
Бій в затоці Велья — одна з бойових сутичок під час Тихоокеанської кампанії. Відбулася в ніч з 6 на 7 серпня 1943 року, в затоці Велья, між островами Велья-Лавелья і Коломбангара.

## Склад сторін
| США                         | Японія                         |
| --------------------------- | ------------------------------ |
| есмінець «Данлап» (флагман) | есмінець «Хагікадзе» (флагман) |
| есмінець «Крейвен»          | есмінець «Арасі»               |
| есмінець «Маурі»            | есмінець «Кавакадзе»           |
| есмінець «Ленг»             | есмінець «Сігуре»              |
| есмінець «Стеретт»          |                                |
| есмінець «Стек»             |                                |

## Передісторія
Після своєї перемоги в битві біля острова Коломбангара японці поспішали закріпитися в цьому регіоні. В містечку Віла на півдні острова був організований великий гарнізон, а для його постачання і доставки підкріплень використовували нічні рейси есмінців — так звані Токійські експреси. 19 липня, 22 липня і 1 серпня доставки пройшли успішно.

## Бій
5 серпня японці черговим рейсом Токійського експресу відправили підкріплення на острів Коломбангара — 4 есмінці, з яких 3 були завантажені військами. 6 серпня, в 16:30, японська колона була виявлена з літака і для перехоплення американці вислали до Велья-Лавелья оперативну групу 31.2, яка складалася з 6-ти есмінців під керівництвом коммандера Фредеріка Мусбраггера.
В 23:30 японська колона досягла північно-східного кінця острова Велья-Лавелья, а в 23:33 їх побачив радарний пост «Данлапа». В 23:41 американські есмінці виконали торпедний залп лівим бортом. В 23:44 на «Сігуре» помітили кораблі супротивника і дали залп із 8 торпед, але було пізно — «Арасі» отримав влучання трьох торпед і одразу загорівся (пізніше його добили артилерією і ще однією торпедою, в 0:17 він затонув), «Кавакадзе» (потонув в 23:51) і «Хакікадзе» (потонув в 0:18) також отримали влучання, запалали і втратили хід. «Сігуре» встиг вивернутися від більшості торпед, але одна в нього все ж таки потрапила, на щастя для японців вона не розірвалася. Потім «Сігуре» поставив димову завісу і під її прикриттям зміг відійти. Жодна з японських торпед в ціль не влучила.

## Результати бою
Результат став страшним ударом для японського флоту — більше тисячі осіб загинуло і три кораблі потонуло, і все це в результаті одного нічного торпедного бою, в якому, завдяки більш сучасним торпедам, традиційно лідирували японські есмінці. Крім того, за результатами бою стало зрозуміло, що в нічних битвах з'єднання американських есмінців можуть діяти самостійно, без крупних кораблів.